# Вук Митошевић
Вук Митошевић (Нови Сад, 12. фебруара 1991) српски је фудбалер.